# Mauldin (Arkansas)
 For alternative betydninger, se Mauldin. (Se også artikler, som begynder med Mauldin)
Mauldin er en spøgelsesby i Montgomery County, Arkansas.

## Historie
Mauldin var grundlagt af Billy Mauldin, der gav byen dette navn med hjælp fra Thomas Rosborough i 1918. Landsbyen var ejet af virksomheden "Rosboro", et træfældningsvirksomhed, indtil byen blev til en spøgelsesby efter 1940'erne.[kilde mangler]
34°35′38″N 93°39′58″V / 34.5939°N 93.6661°V